# 鶴見貯油施設
鶴見貯油施設（つるみちょゆしせつ、英: Fuel Terminal Tsurumi）は、神奈川県横浜市鶴見区に所在する、在日アメリカ海軍の貯油施設。組織としてはアメリカ海軍横須賀補給センター（U.S.FISC Yokosuka）管理下にあり、鶴見貯油施設の看板にも併記されている。

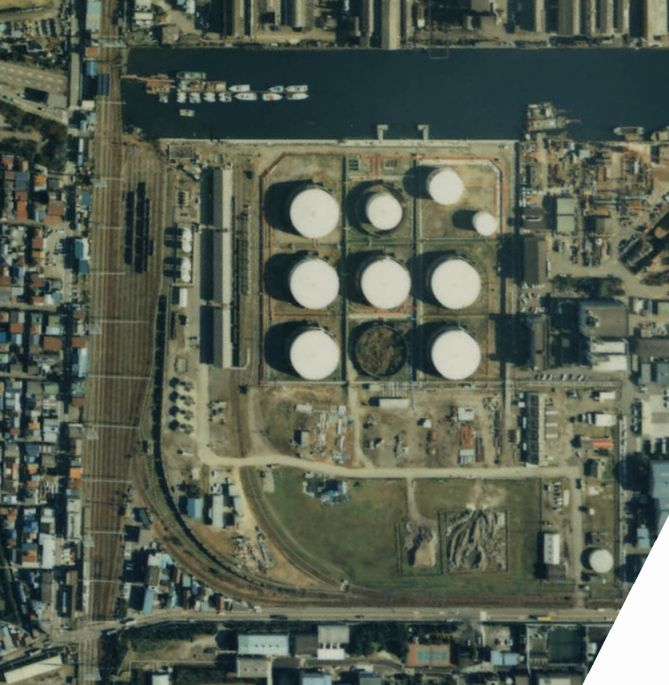
鶴見貯油施設（エリアII）。左は安善駅。出典：国土画像情報（カラー空中写真）国土交通省、1989年撮影。

## 概要
吾妻倉庫地区からタンカーで輸送された航空燃料を貯蔵する。吾妻倉庫地区と鶴見貯油施設の貯油能力は約570万バレルあり、在日米軍の貯油施設としては最大の規模を誇り、全アメリカ軍の貯油施設としても最大級である。ここからさらに、タンク車やタンクローリーを使用し、横田飛行場や厚木海軍飛行場まで航空燃料を輸送する。
東日本旅客鉄道（JR東日本）鶴見線の安善駅に隣接し、同駅へ続く専用線を保有する。この専用線はかつての鶴見線石油支線の浜安善駅（貨物専業駅）に接続していたが、現在ではこの支線および浜安善駅自体が安善駅構内の扱いとなっている。タンク車は現在でもここを通じて発送されており、安善駅から南武線を経由して青梅線の拝島駅へと航空燃料を輸送する『通称：米タン』と呼ばれる貨物列車が走っている。拝島駅からは横田飛行場へ通じる専用線を経由して航空燃料が届けられる。
鶴見貯油施設があった場所には、1923年（大正12年）から日本石油（現・ENEOS）の鶴見製油所が操業していた。鶴見製油所は1945年（昭和20年）に空襲で壊滅、その後1949年（昭和24年）に正式に閉鎖された。

## データ
- 所在地：神奈川横浜市鶴見区安善町2丁目（エリアI）、安善町1丁目（エリアII）
- 管理部隊：在日アメリカ海軍横須賀補給センター
- 従業員数：約87名
- 敷地面積：183,784m2
- タンク：20基
- 提供開始：1952年（昭和27年）11月21日